# Стіліян Петров
Стіліян Альошев Петров (болг. Стилиян Альошев Петров; 5 липня 1979, Монтана) — колишній болгарський футболіст, півзахисник.
Стіліан Петров був визнаний футболістом № 1 в Болгарії за 2003 рік, крім того, він чотири рази ставав другим (у 2000, 2001, 2005 і 2009) і двічі третім (2002 і 2006).

## Біографія

### Клубна

#### Кар'єра в Болгарії
Народився в Монтані, де і розпочав свою кар'єру в місцевій команді ПФК «Монтана». Будучи підлітком, також грав за «Ботєв» (Враца). У 18 років був помічений Георгі Василєвом і перейшов в ЦСКА (Софія) за 30 000 євро. З ЦСКА виграв Кубок Болгарії у 1999 році. У липні 1999 року перейшов до «Селтіка» за 3 400 000 євро.

#### «Селтік»
У «Селтіку» Петров став третім болгарським футболістом, що грав у вищому дивізіоні шотландського футболу (після Іліяна Кіріякова і Цанко Цветанова). Тут Стіліяну вдалося заробити світове і'мя. Його перший рік у команді пройшов не дуже гладко, але в наступному сезоні він успішно влився в команду. Зокрема, до 2009 року входив в десятку найрезультативніших гравців в історії шотландської прем'єр-ліги з 55 голами.

#### «Астон Вілла»
30 серпня 2006 року «Селтік» прийняв пропозицію «Астон Вілли» з міста Бірмінгем продати футболіста за 6,5 млн фунтів стерлінгів. Його дебют відбувся 10 вересня проти «Вест Хем Юнайтед», що завершився внічию 1:1.

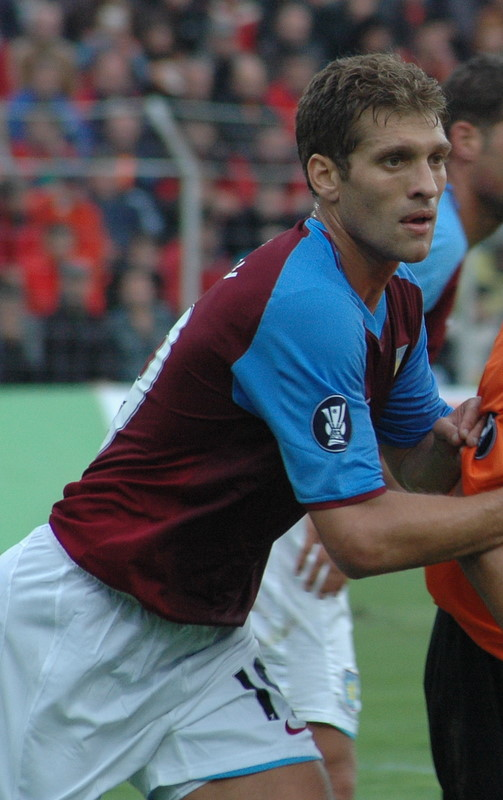
Стіліян Петров у складі «Астон Вілли»

Петров забив свій перший гол за «Астон Віллу» 11 грудня 2006 в ворота «Шеффілд Юнайтед», проте це не допомогло клубу виграти, матч закінчисвся з рахунком 2:2.
Перші два сезони проходили не дуже добре для Стіліян в Англії. Лише з сезону 2008-09 він став основним гравцем. 12 квітня 2008 року Петров забив феноменальний гол більше ніж з 40 метрів в матчі проти «Дербі Каунті», де «Астон Вілла» перемогла 6:0. Це найвіддаленіша відстань, з якої забивав гол гравець «Астон Вілли» за всю історію клубу.
У травні 2009 року Петров отримав три нагороди гравця сезону.
20 травня 2009 року Петров підписав новий контракт з «Астон Віллою» до 2013 року. Після того, яка у 2009 році Мартін Лаурсен завершив кар'єру, Стіліян Петров став наступним капітаном «Астон Вілли».
30 березня 2012 року Петрову був поставлений діагноз гострий лейкоз, який був діагностований після епізоду гарячки, що сталася у Петрова 24 березня після матчу проти лондонського «Арсеналу». Наступного дня 32-ох річний Петров, який на той момент був капітаном «Астон Вілли» та збірної Болгарії, заявив, що завершує футбольну кар'єру, щоб зосередитися на своїй боротьбі з хворобою.
23 червня 2016 року Петров відновив кар'єру гравця, проте вже 21 серпня того ж року гравець оголосив про остаточне завершення футбольної кар'єри, не провівши жодного офіційного матчу за свій клуб

### Кар'єра в збірній
Стіліян Петров дебютував у національній команді 23 грудня 1998 року в товариському матчі проти збірної Марокко. 29 березня 2000 року Петров забив свій перший гол за збірну у товариському матчі проти збірної Білорусі. 
Разом із збірною брав участь на Євро-2004.
Після завершення виступів Красиміра Балакова у болгарській національній збірній, 30 квітня 2003 року Стіліян Петров стає її капітаном.

## Приватне життя
Одружений з Поліною Петровою, має двох дітей — Стіліана молодшого та Крістіана (нар. 2007).
У жовтні 2005 року Стіліян Петров написав автобіографію «You Can Call Me Stan: The Stiliyan Petrov Story» за допомогою спортивного журналіста Марка Гідіа. Книга була перевидана в жовтні 2006 року.

## Досягнення
- ЦСКА (Софія)
  - Чемпіон Болгарії: 1997
  - Володар кубка Болгарії: 1997, 1999
- «Селтік»
  - Чемпіон Шотландії: 2001, 2002, 2004, 2006
  - Володар кубка Шотландії: 2001, 2004, 2005
  - Володар кубка Ліги Шотландії: 2000, 2001, 2006
  - Фіналіст Кубка УЄФА: 2003
- «Астон Вілла»
  - Володар Peace Cup: 2009
  - Фіналіст кубка Ліги Англії: 2010
- Індивідуальні
  - Молодий гравець року SPFA: 2001
  - Гравець року «Селтіка»: 2005
  - Гравець року «Астон Вілли» за версією гравців: 2009
  - Гравець року «Астон Вілли» за версією вболівальників: 2009
  - Гравець місяця SPL: (3)
  - Гравець року в Болгарії: 2003